# مات ويلسون (مغن مؤلف)
مات ويلسون (بالإنجليزية: Matt Wilson)‏ هو مغن مؤلف أمريكي، ولد في 28 مارس 1963 في مقاطعة هينيبين في الولايات المتحدة.

## وصلات خارجية
- مات ويلسون على موقع ميوزك برينز (الإنجليزية)
- مات ويلسون على موقع أول ميوزيك (الإنجليزية)
- مات ويلسون على موقع ديسكوغز (الإنجليزية)
- مات ويلسون على موقع ديسكوغز (الإنجليزية)